# Peter Balko
Peter Balko (* 19. září 1988 Lučenec) je slovenský spisovatel, scenárista a dramaturg.

## Život a dílo
Vystudoval filmovou scenáristiku a dramaturgii na Vysoké škole múzických umění v Bratislavě. S Lucií Potůčkovou a Marošem Hečkem vydal v roce 2012 knihu poezie Metrofóbia. S povídkou Labutia balada vyhrál soutěž Poviedka 2012 Povídka se stala podkladem pro jeho debutový román Vtedy v Lošonci (Tenkrát v Lošonci), který vydal v roce 2015. Román získal Cenu čtenářů Anasoft Litera 2015, Cenu Nadace Tatra banky v kategorii Mladý tvůrce a Cenu Jána Johanidese 2015 pro autory do 35 let. S básníkem Peterem Prokopcem sestavil v roce 2016 antologii současné slovenské prózy pro střední a vysoké školy Literatúra bodka sk, V roce 2019 vyšel jeho druhý román Østrov, který byl nominovaný na cenu Anasoft Litera 2020.
Publikoval v různých časopisech, například v Denníku N, v Pravdě a také v českém Labyrintu. Jeho prózy jsou knižně vydané v antologii Poviedka 2012 a v almanachu Pulz V4. V rámci Měsíce autorského čtení vystoupil v roce 2021 v Divadle Husa na provázku v Brně.
Jako scenárista spolupracoval na vzniku několika filmů. Je spoluautorem scénářů k celovečerním filmům Kandidát, DOGG. Je autorem scénáře filmu Čiara (Čára), televizní minisérie Moje povstání a hororového filmu Matka noci.
Pracoval jako dramaturg v Rozhlase a televizi Slovenska (RTVS), podílel se na vzniku různých dokumentárních filmů.
Spoluorganizuje multižánrový festival Medzihmla v Lučenci.